# Rise (песня Кэти Перри)
«Rise» — песня, записанная американской певицей Кэти Перри в качестве гимна международного телевещания канала NBC Летних Олимпийских игр 2016. Была написана Перри в соавторстве с Саваном Котеча и спродюсирована Максом Мартином и Али Паями. «Rise» — электронная песня среднего темпа, лирика которой раскрывает тему победы и становления выше своих соперников. Выпущена 14 июля 2016 года для стриминга на музыкальных сервисах «Apple Music» и «iTunes». На следующий день в поддержку сингла было выпущено видео с нарезками из предыдущих Олимпийских игр. Песня дебютировала на 11 строчке чарта Billboard Hot 100, на вершине чарта в Австралии, в топ-5 Франции и Шотландии, в топ-10 Венгрии, топ-20 Швейцарии и топ-30 Новой Зеландии и Великобритании.

## Написание и релиз
Перри указала, что песня «зрела внутри меня в течение нескольких лет и наконец вышла на поверхность», и что она хотела добавить её в трек-лист своего альбома «потому что сейчас это необходимо людям для объединения как никогда раньше». Также она добавила: «Я не могу думать о лучшем примере, чем об олимпийских атлетах, они собираются вместе в Рио со своей силой и бесстрашием, чтобы напомнить нам о том, что все мы должны стать едины с такой решимостью, чтобы быть лучшими. Я надеюсь, что эта песня сможет вдохновить нас на лечение, объединение и возвышение. Я признательна, что NBC выбрали её [„Rise“] в качестве гимна во время и до игр в Рио».
NBC отметили, что послание в песне «напрямую соответствует Олимпийским играм и их атлетам» для вдохновения. Сингл был выпущен 14 июля 2016 года на музыкальных сервисах «Apple Music» и «iTunes».

## Композиция
Перри написала «Rise» совместно с Саваном Котечей и продюсерами Максом Мартином и Али Паями. Это средне темповая электронная песня с темой победы и возвышения над соперниками. Софи Гилберт из The Atlantic написала, что песня "томный гимн определения, использующий эхо-машину и агрессивно использующий метафоры для пробуждения икон Китнисс Эвердин, Майи Энджелоу и Иисуса. Это «медленно ходящая» песня. В рецензии Entertainment Weekly Кевин О’Донелл указал, что песня «начинается с медитирующей атмосферы и минорных синтезаторов перед взрывом в огромный припев».
Песня написана в тональности ми-бемоль минор с тактовым размером в 101,5 удара в минуту. Вокал Перри переходит от C♯4 до E♭5.

## Музыкальное видео
15 июля 2016 года состоялась премьера видеоклипа, который состоял из нарезок спортивных олимпийских игр прошлых лет. 22 июля 2016 года был выпущен тизер второй версии клипа с участием Перри.

## Чарты
| Чарт (2016)                                | Пиковая позиция |
| ------------------------------------------ | --------------- |
| Австралия (ARIA)                           | 1               |
| Бельгия/Фландрия (Ultratip Bubbling Under) | 36              |
| Бельгия/Валлония (Ultratip Bubbling Under) | 35              |
| France (SNEP)                              | 3               |
| Венгрия (Single Top 40)                    | 8               |
| Ирландия (IRMA)                            | 56              |
| New Zealand (Recorded Music NZ)            | 26              |
| Шотландия (OCC Scotland)                   | 3               |
| Швейцария (Schweizer Hitparade)            | 15              |
| Великобритания (OCC UK Singles)            | 25              |